# Sophus August Vilhelm Stein
Sophus August Vilhelm Stein, född den 29 juli 1797 i Köpenhamn, död där den 14 maj 1868, var en dansk anatom. Han var far till Theobald, Valdemar och Harald Stein.
Stein blev 1819 kirurg, men först 1831 student och därefter candidatus medicinæ samt 1834 doctor medicinæ. År 1835 blev han professor i anatomi vid konstakademien i Köpenhamn (till 1868) och 1837 docent samt 1841 professor vid universitetet. Stein var dessutom 1844-1854 överkirurg vid Frederiks hospital. Han ansågs vara både en utmärkt lärare och en första rangens operatör, i synnerhet för stenåkommor. För konstakademien författade han Haandbog i Menneskets Anatomi (1840).

## Utmärkelser
- Riddare av Dannebrogorden,  1840[2]
- Dannebrogsmännens hederstecken,  1849[2]
- Kommendör av Dannebrogorden,  1857[2]

[Redigera Wikidata]